# Sarax israelensis
Espèce
Synonymes
- Charinus israelensis Miranda, Aharon, Gavish-Regev, Giupponi & Wizen, 2016

Sarax israelensis est une espèce d'amblypyges de la famille des Charinidae.

## Distribution
Cette espèce est endémique du Nord d'Israël. Elle se rencontre dans les grottes Mimlach et Susita.

## Description
Les femelles mesurent de 6,6 à 10,5 mm.
La carapace des femelles décrites par Miranda, Giupponi, Prendini et Scharff en 2021 mesurent de 2,76 mm de long sur 3,92 mm à 3,54 mm de long sur 4,86 mm.
Cette espèce troglobie possède des yeux réduits.

## Systématique et taxinomie
Cette espèce a été décrite sous le protonyme Charinus israelensis par Miranda, Aharon, Gavish-Regev, Giupponi et Wizen en 2016. Elle est placée dans le genre Sarax par Miranda, Giupponi, Prendini et Scharff en 2021.

## Étymologie
Son nom d'espèce, composé de israel et du suffixe latin -ensis, « qui vit dans, qui habite », lui a été donné en référence au lieu de sa découverte, Israël.

## Publication originale
- Miranda, Aharon, Gavish-Regev, Giupponi & Wizen, 2016 : « A new species of Charinus Simon, 1892 (Arachnida: Amblypygi: Charinidae) from Israel and new records of C. ioanniticus (Kritscher, 1959). » European Journal of Taxonomy, vol. 234, p. 1–17 (texte intégral).